# Колычёв, Иван Андреевич Лобан
Иван Андреевич Лобан Колычёв (ум. 1502) — окольничий в княжение Ивана III Васильевича, сын Андрея Фёдоровича Колычёва.
В 1492 году ездил к Менгли I Гирею, чтобы убедить его вступить в войну с Литвой.
В следующем году вернулся из Крыма с царевичем Абдул-Латифом, приехавшим на службу к великому князю, и в том же году был назначен наместником в Новгороде.
В 1495 году, в походе на шведов, был в передовом полку.
В 1501 году Колычёв ходил на Псковскую землю, в которую вторгся Вальтер фон Плеттенберг с рыцарями.
В 1502 году погиб при нападении ливонцев на Ивангород: здесь он находился «в заставе не с многими людьми, а немцы пришли многи».